# Franz Zadrazil

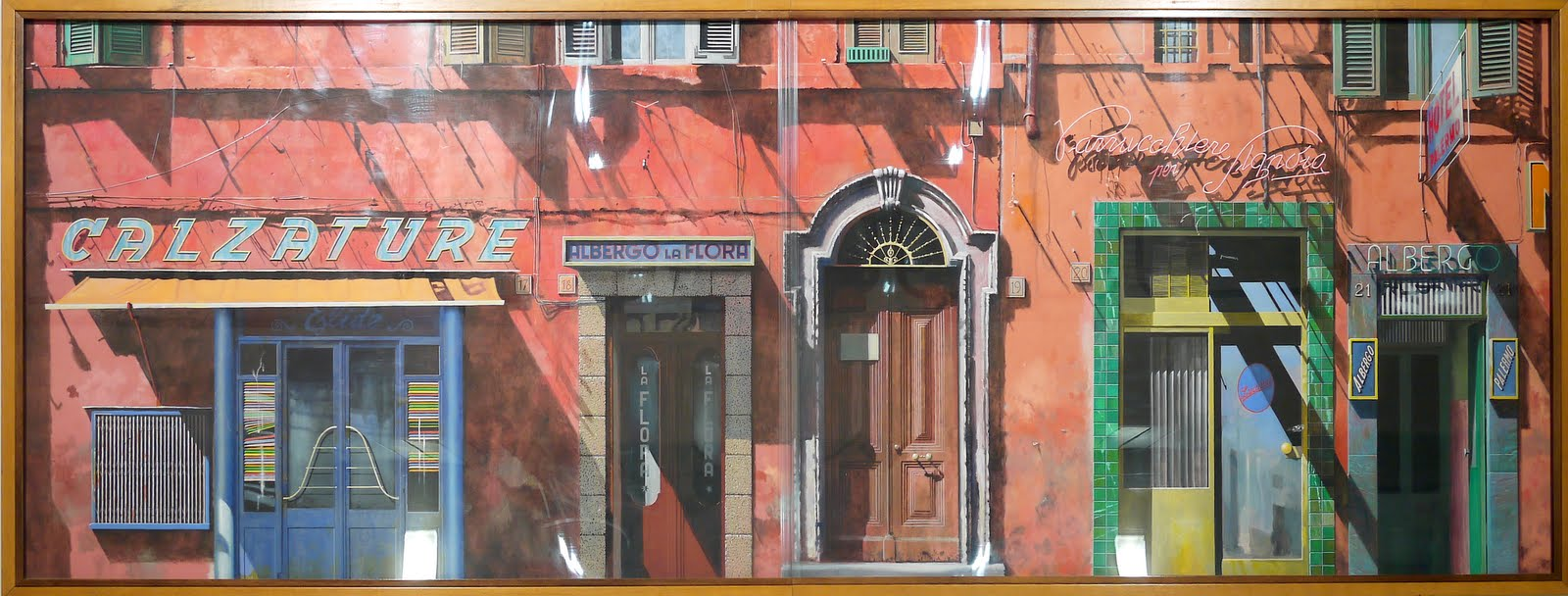
Gemälde in Block C7/C8 im Wohnpark Alt-Erlaa

Franz Zadrazil (* 27. November 1942 in Wien; † 25. Oktober 2005 ebenda) war ein österreichischer Maler.

## Leben
Zadrazil arbeitete zunächst ab 1961 bei der österreichischen Post. 1966 verbrachte er ein Jahr auf Kreta und begann dort, sich künstlerisch zu betätigen. Ab 1968 besuchte er für vier Jahre die Meisterklasse von Rudolf Hausner an der Akademie der bildenden Künste in Wien. 1969 erschuf er in Wien sein erstes Fassadengemälde. 1971 war er Gründungsmitglied der Gruppe „Zötus“ und Mitglied der Gruppe „Der Kreis“. Ab 1977 beschäftigte er sich intensiv mit der Technik der Radierung.  Bis 1979 blieb Zadrazil hauptberuflich bei der Post, nahm während seiner Zeit dort aber sechs Jahre unbezahlten Urlaub. Neben Wien zählten Paris und New York City zu den von ihm bevorzugt porträtierten Städten.
Zadrazil wurde für seine fotorealistischen Darstellungen von Wiener Häuserfassaden, Geschäftsportalen und Stadtbahnstationen bekannt.
Die von Zadrazil registrierten Zeichen des Nachkriegsverfalls werden in seinen Bildern festgehalten und enthalten auch verborgene humoristische Aspekte. Dabei befasst sich Zadrazil nicht mit berühmten Prunkbauten, sondern mit Fassaden von Gebäuden, die ins alltägliche Leben der Bevölkerung eingebettet sind. Diese sind oft schmutzig, verjährt und nicht perfekt, aber gerade das sind die Qualitäten, die Zadrazil für seine Malerei interessierten und die seine Motive von anderen Städteansichten unterscheiden. „Das Inhaltliche ist in erster Linie Transportmittel für meine Malerei.“
Trotz der sehr realistischen Malerei sind die Bilder keine detailgetreuen Abmalungen, sondern sind bereits ab der Schaffensphase einem Prozess der Veränderung unterworfen. Dem eigentlichen Malakt geht die Projektion von Schwarz-Weiß-Negativen auf Novopan-Platten voraus, von denen der Künstler oft ganze Flächen aber auch nur einzelne Punkte übernimmt. Demzufolge geht er auch mit dem Farbauftrag einmal mehr, einmal weniger frei um, oder fügt Details bewusst hinzu oder lässt diese weg.
Es entstehen Abbildungen geschlossener, morbid anmutender Häuserfronten, bei denen der Betrachter nicht hinter die Fassade blicken kann. Auch entbehren die Bilder der Darstellung von lebenden Personen, da diese lediglich als bildhafte Existenzen auf Werbeplakaten auftauchen. Der Betrachter wird so in die Rolle eines "Geschichtenerzählers" gedrängt, der anhand der Bildgestaltung eigene Assoziationen schaffen muss.
In den Jahren 1975 bis 1978 realisierten Peter Dressler und Franz Zadrazil den Schwarzweiß-Film Sonderfahrt; dabei entstand ein audiovisuelles Mosaik als eine Mischung von assoziativ Gefundenem und Gespieltem. Zadrazil wurde auf dem Döblinger Friedhof bestattet.

## Auszeichnungen
- 1974: Theodor-Körner-Preis
- 1975: Preis des Museums Nordico Linz
- 2000: Preis der Stadt Wien für Bildende Kunst

## Ausstellungen
- 1977: Palazzo delle esposizione, Rom
- 1979: Österreichische Galerie im Belevedere, Wien
- 1993: Historisches Museum der Stadt Wien
- 2012: Retrospektive >Franz Zadrazil< im Essl Museum[5]